# Wojciech Sobecki
Wojciech Piotr Sobecki (ur. 1960 w Toruniu, zm. 12 lutego 2008) – polski poeta, członek Związku Literatów Polskich.
Artysta zmagał się z białaczką.

## Wybrana bibliografia[3]
- ”Granica słyszalności” (Oficyna Wydawnicza "Ston 2", Kielce, 2002 r., ISBN 83-7273-057-1)
- ”Makijaże i maski” (Oficyna Wydawnicza "Ston 2", Kielce, 2005 r., ISBN 83-7273-150-0
- ”Pozbyć się ostatniego świadka” (Toruńskie Towarzystwo Kultury : "Turpress", Toruń, 2000 r., ISBN 83-86781-82-3)
- ”Tatuaż w kolorze blue” (Wydawnictwo Komograf, Warszawa, 2007 r., ISBN 978-83-85907-29-9)